# Obelix (stripfiguur)
Obelix (Frans: Obélix) is een personage uit de stripboeken van Asterix. Hij is de boezemvriend van de titelfiguur Asterix. Schrijver René Goscinny en tekenaar Albert Uderzo hebben hem in 1959 bedacht.

## Personage
In tegenstelling tot de klein uitgevallen Asterix is Obelix een grote en struise man (volgens zichzelf echter "beslist niet dik" maar "flink gebouwd" of met "een aardige omvang"). Hij heeft rood haar, meestal in 2 vlechtjes naast de oren gedraaid met een zwarte strik als sluiting, en een kleine rode snor. Qua kledij draagt Obelix bijna altijd een blauw-wit gestreept broekpak tot onder de oksels, op diens plaats gehouden door een groene riem met goud-witte sluiting. Volgens het album Het pretpakket is hij op dezelfde dag geboren als Asterix en zijn zijn ouders Gelatine en Obelopalix, die hun opwachting maken in Asterix en Latraviata.
Obelix is tamelijk naïef en doet dan ook weleens domme dingen, en houdt hij er een redelijk eenvoudige levenswijze op na. Obelix beschikt over bovennatuurlijke kracht doordat hij als kleine jongen is gevallen in de ketel met toverdrank die de Galliërs onoverwinnelijk maakt. Hierbij heeft hij zoveel toverdrank binnen gekregen dat de drank bij hem nooit meer uitgewerkt raakt. Hij wordt daarom haast altijd overgeslagen wanneer de toverdrank wordt uitgedeeld, zeer tot zijn ongenoegen: enkel in Asterix en Cléopatra krijgt hij van de druïde Panoramix enkele druppels toverdrank, om een extra zetje te geven om uit de piramide te breken. In De beproeving van Obelix drinkt hij een onbewaakt moment een ketel toverdrank leeg, waardoor hij versteent. Panoramix weet het wel ongedaan te maken, maar reduceert Obelix daardoor terug tot diens kinderlijke gestalte. Pas wanneer Asterix aan de haaien dreigt gevoerd te worden triggert dit zijn terugkeer naar zijn eigen gestalte en omvang.
Obelix is werkzaam als menhirhouwer, en als hij niet op avontuur is met Asterix is hij dan ook vaak te vinden in zijn steengroeve. Hij is zo sterk dat hij een menhir op zijn rug kan dragen. Hoewel er veel menhirs zijn gevonden, met name in Bretagne, is er weinig met zekerheid bekend over de motieven van hun makers en de wijze van hun ontstaan. We weten wel dat ze ten minste tweeduizend jaar ouder zijn dan het tijdperk waarin de avonturen zich afspelen, en dus ouder dan Obelix. 
In tegenstelling tot de meeste dorpelingen maakt Obelix geen gebruik van wapens om te vechten; zijn eigen kracht is immers meer dan voldoende. Ook als menhirhouwer maakt hij enkel voor het fijnere werk wel eens gebruik van een hamer en beitel. 
Zijn grootste hobby's zijn eten (en dan het liefst hele everzwijnen) en met Romeinen vechten. De laatsten delven hierbij altijd het onderspit doordat Obelix onoverwinnelijk is. De catchphrase van Obelix is "Rare jongens, die..." ("Ils sont fous ces..."), waarna altijd de naam van een volk volgt dat in de ogen van Obelix er maar vreemde gewoonten op na houdt. De raarste jongens zijn natuurlijk de Romeinen. 
In het begin van de reeks houdt Obelix er het verzamelen van helmen op na, waarvan enkele zelfs in goede dan wel in 'gedragen' staat in het winkeltje van zijn ouders belanden in Condatum, zoals te zien is in het album Asterix en Latraviata. Toch lijkt Obelix de hobby op te hebben gegeven, al brengt zijn moeder Gelatine hem nog de helm van Pompeius (in de Nederlandse vertaling Pompejus) als verjaardagsgeschenk, en brengt hij zelf wel een kunstige Pictische helm mee voor een dorpsgenoot in Asterix bij de Picten.
De onafscheidelijke hond van Obelix heet Idéfix, die vanaf het album De ronde van Gallia diens opwachting maakt, eerst als een eenmalig idee, nadien, door het succes van Idéfix, een uitgesproken persoonlijkheid krijgt en steevast bij Obelix hoort. De naam is een woordspeling op de term idee-fixe of meer precies het Franse begrip idée fixe, wellicht om de onafscheidelijkheid tussen Obelix en zijn hond te onderstrepen. Obelix' eigen naam zinspeelt op het leesteken obelisk, net zoals dat van Asterix naar de asterisk verwijst. Goscinny kende deze leestekens waarschijnlijk dankzij zijn grootvader, die drukker was.
In de titels van de stripalbums wordt meestal alleen Asterix genoemd. Twee titels uit de serie noemen Obelix bij naam, zowel in de Nederlandse vertaling als in het Franstalige origineel:
- 23. Obelix & Co. (Obélix et compagnie, 1976), waarin Obelix aan het hoofd van een menhir-imperium komt te staan
- 30. De beproeving van Obelix (La galère d'Obélix, 1996), waarin Obelix een ketel vol van de toverdrank neemt en versteent, vervolgens in een jonge uitvoering van zichzelf verandert, en pas bij hoogste nood eindelijk weer zijn normale gestalte verwerft.

## In de toverketel
Het verhaal Hoe de kleine Obelix in de ketel van de druïde viel verscheen voor het eerst in 1965 in het striptijdschrift Pilote als een bijdrage van vaste redacteur Goscinny. Samen met Uderzo en anderen had hij in 1959 dit tijdschrift opgericht. Albert Uderzo maakte in samenwerking met de colorist Thierry Mébarki aquareltekeningen bij het verhaal voor een uitgave op stripalbumformaat in 1989.

## In andere literatuur
Ter gelegenheid van de veertigste verjaardag van Asterix in 1999 organiseerde het Rijksmuseum van Oudheden een tentoonstelling met de titel Asterix en Europa. De auteur Margreet van Muijlwijk schreef een boek over "het leven van Asterix in het echt" voor deze tentoonstelling over de Europese oudheid en gaf het de titel Rare jongens, die Europeanen.

## In de film
De films van Asterix heten Astérix & Obélix, zoals de strips ook vaak worden genoemd. De rol van Obélix krijgt hierin op humoristische wijze gestalte door de gevierde Franse acteur Gérard Depardieu. Bij de aftiteling staat hij boven Astérix.

## Trivia
- In de Italiaanse vertaling is de uitspraak “Rare jongens die Romeinen” vertaald in “Sono Pazzi Questi Romani”, wat dezelfde afkorting heeft als het klassieke insigne Senatus Populusque Romanus (SPQR).
- Net als Asterix blijft Obelix in alle vertalingen dezelfde naam houden. Enkel het weglaten dan wel toevoegen van een accent op de E (Obelix / Obélix) komt voor.
- Obelix heeft weinig gekende familie. Zijn ouders zijn nog steeds levend, en heten Obelopalix (vader) en Gelatine (moeder), die het eerst hun opwachting maken in Het pretpakket, en in de mainstream albums een ietwat actievere rol krijgen in Asterix en Latraviata. Van hen is gekend dat ze een winkeltje uitbaten in Condatum, samen met de ouders van Asterix, zoals hoger vermeld.   Andere familie is Obelix' neef, Amerix, die als smid een ongeëvenaarde reputatie heeft als vervaardiger van gouden sikkels voor de keltische druïden, zoals blijkt uit het album Het gouden snoeimes.
- Obelix 'levert' zowel aan zijn ouders als aan Amerix op een gegeven moment een menhir; in het eerste geval dient het als uithangbord voor hun winkel, die prompt herdoopt wordt tot 'de vliegende menhir' in Asterix en Latraviata, naast de kleinere 'handgemaakte en gesigneerde' exemplaren die in het winkeltje reeds verkocht worden, terwijl Amerix ze in zijn werkplaats behoudt (vermoedelijk omdat ze te zwaar is om te verplaatsen). Een derde exemplaar werd geschonken aan Hippix, die het 'kleinood' verloor toen Noormannen hem gevangen namen (Asterix en de Noormannen).
- Obelix gebruikt zijn menhirs bij gelegenheid als projectiel, zoals Panoramix, Amnesix, Pincodus en Nogalfix tot hun schade mochten ervaren, meestal met verregaande gevolgen voor het mentaal welzijn van hun slachtoffers (De strijd van de stamhoofden en Asterix en Latraviata). Als slagwapen werd het ook wel eens aangehaald, maar dat was meestal en louter toeval.
- Obelix is vreselijk timide en gevoelig, zoals blijkt uit hoe hij reageert bij opmerkingen over zijn omvang, bijvoorbeeld: van mannen aanvaardt hij dit niet, van vrouwen ziet hij het als een teken van aandacht. Hij heeft ook een zeer romantische ziel, zoals blijkt uit Asterix als legioensoldaat of De broedertwist.

## Voetnoten
1. ↑  (fr) Comment l’astérisque est devenu Astérix ? - ActuaBD. ActuaBD (13 oktober 2019). Geraadpleegd op 21 oktober 2019.
2. ↑  NRC.nl: Bibliografie van Asterix in het Nederlands (16 maart 2000)
3. ↑  Hoe de kleine Obelix in de ketel van de Druïde viel, Goscinny (tekst), Uderzo (ill.), uitgave Albert René, vertaling Els van den Brempt, ISBN 2-86497-042-2.
4. ↑  Museumkr@nt: Asterix en Europa (2000)
5. ↑  Rare jongens, die Europeanen, Margreet van Muijlwijk en het RMO, uitgeverij Bert Bakker, 2000, ISBN 90-351-2220-8.
6. ↑  IMDB.com: Astérix & Obélix: Mission Cléopâtre (2002)